# Vejce (vesnice)
Vejce (makedonsky: Вејце, albánsky: Vicë) je vesnice v Severní Makedonii. Nachází se v opštině Tetovo v Položském regionu.

## Historie
Vesnice je poprvé zmíněna v osmanských sčítacích knihách z let 1467-68 pod jménem Vič. Čítala 70 rodin, 2 svobodné ženy a 5 vdov, všichni byli křesťané.
Během občanské války v Makedonii v roce 2001 se za vesnicí po cestě k vesnici Selce střetla makedonská a albánská fronta. Během konfliktu zde bylo několik lidí upáleno zaživa.

## Demografie
Podle posledního sčítání lidu z roku 2002 žije ve vesnici 1 127 obyvatel. Etnickými skupinami jsou:
- Albánci - 1 114
- Makedonci - 1
- ostatní - 12

## Významné osobnosti
- Murat Baftijari (1918 – 19. září 1944), makedonský partizán
- Hisen Džemaili (* 9. února 1976), makedonský politik